# Dommartemont
Dommartemont is een gemeente in het Franse departement Meurthe-et-Moselle in de regio Grand Est en telt 630 inwoners (1999). De plaats maakt deel uit van het arrondissement Nancy.

## Geografie
De oppervlakte van Dommartemont bedraagt 1,3 km², de bevolkingsdichtheid is 484,6 inwoners per km².
De onderstaande kaart toont de ligging van Dommartemont met de belangrijkste infrastructuur en aangrenzende gemeenten.

## Demografie
De figuur toont het verloop van het inwonertal (bron: INSEE-tellingen).